# Луций Волузий Сатурнин (консул 3 г.)
Вижте пояснителната страница за други личности с името Сатурнин.
Вижте пояснителната страница за други личности с името Луций Волузий Сатурнин.
Луций Волузий Сатурнин (на латински: Lucius Volusius Saturninus) е сенатор на ранната Римска империя.
Сатурнин става суфектконсул през 3 г. заедно с Публий Силий.
Произлиза от старата преторска фамилия Волузии. Той е син на Луций Волузий Сатурнин (суфектконсул 12 пр.н.е.) и Нония Пола, която е от фамилията Nonii Asprenates и е близка роднина на Тиберий. Сатурнин има една сестра Волузия и е женен за Корнелия Лентула, дъщеря на консула от 3 пр.н.е. Луций Корнелий Лентул. Неговите два сина са Луций Волузий Сатурнин (понтифекс) и Квинт Волузий Сатурнин (консул 56 г.).
Заедно със синовете си има columbarium на Виа Апиа. Ползва се с добро име и е много богат. В негова чест Сенатът му прави държавно погребение за сметка на Нерон и поставя няколко негови статуи в големите храмове, театри и други обществени сгради.
Тацит пише: … at L. Volusius egregia fama concessit, cui tres et nonaginta anni spatium vivendi praecipuaeque opes bonis artibus, inoffensa tot imperatorum amicitia fuit.
| служба                             | година   |
| ---------------------------------- | -------- |
| авгур                              | до 56 г. |
| суфектконсул                       | 3        |
| проконсул на Мала Азия 4, 429      | 9 – 10   |
| Sodalis Augustalis и Sodalis Titii | 14 – 56  |
| легат на Илирия                    | 14 – 15  |
| легат на Далмация                  | 34 – 50  |
| градски префект на Рим             | 42 – 56  |